# L'Étrange Mémoire de Rosa Masur
L’Étrange Mémoire de Rosa Masur (Das besondere Gedächtnis der Rosa Masur), publié en 2001, est un roman de l'écrivain autrichien d'origine russo-juive Vladimir Vertlib.

## Résumé
Le récit commence en 1998 à Saint-Pétersbourg dans un appartement communautaire, n° 14, 99 oulitsa Fabritchnaïa, où se décide l'exil en Europe de l'Ouest d'une famille d'origine juive.
L'année suivante, la famille vit à Gigricht, petite ville fictive du Saxe-Anhalt, et Rosa se voit proposer de fournir le témoignage de sa vie d'avant en Russie, avec le traducteur bien inutile, Dimitri Silberman, 50 DM par séance.
Quelques épisodes de sa vie allemande... Elle parle yiddish, hébreu, russe, biélorusse, allemand, un peu allemand. Elle n' a donc pas besoin de suivre de cours ni d'interprète allemand.
Les hommes vont à la synagogue le vendredi soir.
Elle croise Tesfaye Ezana, d'origine éthiopienne et russophone, accusé de vol, Chava Rapoport, qui finit par acheter des faux documents de judéité...
Vers 1900, le père de Rosa va chercher une épouse au loin, et épouse contre l'avis du marieur une jeune femme qui lui plaît. Il fait divers petits métiers, et reste un prolétaire juif, taciturne et malchanceux, avec toute une famille, dont l'une veut s'exiler, l'autre faire la révolution. Rosa finit par suivre les cours d'un bizarre melamed (instituteur) pour jeunes filles, Reb Jacob Weiss, en yiddish et en hébreu, jusqu'en 1918, quand la présence russe est remplacée par l'occupation allemande, puis polonaise (avec Pan Radek Knofelewski), puis la soviétisation et l'électrification.
Dès 1921, l'ancien seigneur et grand propriétaire qui apprécie Abram, Alexander Mikhailovitch Lioubimov, s'est enfui à l'étranger. Le père est secrétaire du soviet du village, et sa fille est en neuvième au Lycée Fiedrich Engels de Gomel. Elle rencontre une Rivka Movchena, devenue Raïssa Markovna, après avoir été Evdokiya.
En 1925, elle arrive à Léningrad, ne trouve pas sa cousine Sore, mais Profiri Filimonovitch, Marfa Savelievna, est évincée des études de droit pour famille biélorusse à antécédents contre-révolutionnaires, est hébergée par une ancienne amie Tatiana, puis par Arkadi Sergueïevitch Breitscheid, balto-russe de la NEP, rencontré dans le train, qui l'engage comme gouvernante, au n° 14, 99 oulitsa Fabritchnaïa. Il la sort parfois (exposition, concert, jazz), l'utilise comme courrier, et finit étranglé dans sa chambre. Comme elle s'est embauchée ouvrière non qualifiée dans le textile, malgré l'interrogatoire et la suspicion, elle continue son travail. Elle est sauvée de Porfiri et hébergée par Macha Maria Dobrovolzena, qui lui raconte sa vie (père juriste, enfui en Suède en 1917 avec gouvernante et cuisinière) et ses espoirs d'études en génie mécanique.
Après des études d'allemand dans la République socialiste soviétique autonome des Allemands de la Volga, en 1930, elle ne peut obtenir un poste de professeur, en raison des anciennes relations avec Lioubimov émigré en France. Mais elle trouve un emploi dans une nouvelle maison d'édition et de traduction, Meiatlil.
Grâce à Sara, ancienne compagne d'études, elle rencontre Naoum, et ils se mettent en ménage. À 6 ans, Konstantin refuse de manger et préfère crier. Après avoir épuisé deux nounous (Akoulika, Maroussia), puis divers médecins, il est vite traité par le Pr Ferdinand von Kalt, puis par Maria Routchkova.
En 1941, Moyshe est arrêté, Naoum est envoyé à Khabarovsk, Rosa est chargé d'accompagner un convoi de 120 enfants dans un sovkhoze, puis de les ramener, juste avant le siège de Léningrad... Puis, vers 1950, Konstantin commencerait des études en s'appelant "Naoum"...

## Personnages
- Kostik, Konstantin Naoumovitch Schwartz, ingénieur retraité, (1931-)
  - son épouse, Frieda Berkovna Kogen
  - sa mère, Rosa, originaire de Victhi (Biélorussie)
  - sa sœur Dora, exilée et réfugiée à Münster
  - sa sœur Shelia, partie à Novossibirsk
  - leur fils, Sacha, son épouse, son collègue Günter Huber
  - sa voisine, Sveta, Svetlana Ossipovna, Matelas, la putain (et sa mère avant elle)
- Rosa Abramovna Masur, Reyzele, (1907-), 92 ans, réfugiée à Gigricht (Allemagne) en 2003, mère de Kostik et Dora
  - sa mère Kreyna, de Gobyl (Ukraine), Kreyne la teigne, trop folle, trop vieille, et surtout trop riche pour toi
  - son père Abram Isaakievitch, à Vitchi, dans la région de Homiel (Gomel, Biélorussie)
  - sa demi-sœur aînée, Miriam, (?-1967), partie en 1910-1911, exilée à Montréal (Canada) avec Schmul Schmulka, auprès de la cousine Moira
  - sa sœur Klara (1902-), partie en 1924 suivre des études de secrétariat à Moscou, et désormais employée dans une grande entreprise
  - son frère Moyshe, apprenti relieur à Gomel, partisan du Bund, major dans l'Armée rouge, arrêté en 1941, réhabilité en 1956
  - son cousin Daniel, qui annonce l'anéantissement du village d'origine Vitchi
  - son mari, Naoum Schwarz, comptable ukrainien, devenu manœuvre
  - son amie Macha Maria Dobrovolzena (-1941), à qui elle s'adresse souvent
- les gens de Saint-Pétersbourg :
  - Boulat Losaberidse, Géorgien
  - Pavel Sidorov, de l'appartement communautaire, arrêté en 1937
  - Chaim Berkovitch Rabinovitch, de l'appartement communautaire, arrêté en 1938
  - également de l'appartement communautaire : Abdoukoïedov, Abromovitch, Rosenbaum,
  - Maria Petrovna, voisine
- les gens de Gigricht :
  - l'équipe du livre : Dimitri Silbermann, Karoline Wepse, Dr Sambs
  - les réfugiés : Nadaïev / Rosen (de Bakou), Rotschwants (d'Odessa), Moïseï Markovitch, Moïra Chaïmovna, Isaak Davidovitch, Frieda

## Accueil
Les lecteurs francophones apprécient cette "mémoire", ce roman russe en allemand, perturbant, parfois glaçant, parfois truculent, et féministe aussi, : une traversée du XXe siècle au bras d'une Juive née en 1907 en Biélorussie, un roman solide, à la narration très bien construite, qui, par la vertu de ce témoignage individuel, parvient à faire pénétrer pleinement une période historique, et l’antisémitisme qui l’a accompagnée. 
La structure du texte n’est ni chronologique ni linéaire, Vladimir Vertlib procède par touches successives, ou par plans, comme on le ferait pour un tableau ou un scénario. Le procédé narratif ne laisse pas de surprendre : les points de vue changent, on passe de la troisième personne à la première, les époques s’imbriquent les unes dans les autres, et jamais pourtant le lecteur ne s’y perd.